# Enrique Iglesias y Jennifer Lopez Tour
Enrique Iglesias y Jennifer Lopez Tour es la próxima gira por la cantante estadounidense Jennifer Lopez y el cantante español Enrique Iglesias. La gira es presentada por State Farm Insurance y promovido por AEG Live. Lopez seguirá de gira en el 2012, con su gira Dance Again World Tour. Los actos de apertura estarán a cargo del dúo puertorriqueño Wisin & Yandel.

## Acto de apertura
- Wisin & Yandel[1]

## Repertorio
Enrique Iglesias
1. "Tonight (I'm Lovin' You)"
2. "I Like How It Feels"
3. "Dirty Dancer"
4. "Rhythm Divine"
5. "Bailamos"
6. "Ring My Bells
7. "Don't You Forget"
8. "Stand by Me"
9. "Be with You"
10. "Escape"

Encore
1. "Hero"
2. "I Like It"
3. "Tonight (I'm Lovin' You)" (Explícito)

Jennifer Lopez
1. "Get Right"
2. "Love don't cost a thing"
3. "I'm Into You"
4. "Waiting for Tonight"
5. Medley: "I'm Real (Remix)" / "All I Have" / "Ain't It Funny (Murder Remix)"
6. "Jenny from the block"
7. "Hold It Don't Drop It"
8. "If You Had My Love"
9. "Until It Beats No More"
10. "Let's Get Loud"
11. "Papi"
12. "On the Floor"

Encore
1. "Dance Again"

## Fechas
| Fecha                   | Ciudad           | País           | Lugar                      |              |
| Norteamérica            | Norteamérica     | Norteamérica   | Norteamérica               | Norteamérica |
| ----------------------- | ---------------- | -------------- | -------------------------- | ------------ |
| 14 de julio de 2012     | Montreal         | Canadá         | Bell Centre                |              |
| 15 de julio de 2012     | Montreal         | Canadá         | Bell Centre                |              |
| 17 de julio de 2012     | Toronto          | Canadá         | Air Canada Centre          |              |
| 18 de julio de 2012     | Toronto          | Canadá         | Air Canada Centre          |              |
| 20 de julio de 2012     | Newark           | Estados Unidos | Prudential Center          |              |
| 21 de julio de 2012     | Newark           | Estados Unidos | Prudential Center          |              |
| 25 de julio de 2012     | Boston           | Estados Unidos | TD Garden                  |              |
| 26 de julio de 2012     | Uncasville       | Estados Unidos | Mohegan Sun Arena          |              |
| 28 de julio de 2012     | Washington D. C. | Estados Unidos | Verizon Center             |              |
| 29 de julio de 2012     | Atlantic City    | Estados Unidos | Boardwalk Hall             |              |
| 1 de agosto de 2012     | Minneapolis      | Estados Unidos | Target Center              |              |
| 3 de agosto de 2012     | Chicago          | Estados Unidos | United Center              |              |
| 8 de agosto de 2012     | San José         | Estados Unidos | HP Pavilion at San Jose    |              |
| 11 de agosto de 2012    | Anaheim          | Estados Unidos | Honda Center               |              |
| 12 de agosto de 2012    | Anaheim          | Estados Unidos | Honda Center               |              |
| 16 de agosto de 2012    | Los Ángeles      | Estados Unidos | Staples Center             |              |
| 17 de agosto de 2012    | Los Ángeles      | Estados Unidos | Staples Center             |              |
| 18 de agosto de 2012    | Las Vegas        | Estados Unidos | Mandalay Bay Events Center |              |
| 23 de agosto de 2012    | San Antonio      | Estados Unidos | AT&T Center                |              |
| 25 de agosto de 2012    | Dallas           | Estados Unidos | American Airlines Center   |              |
| 26 de agosto de 2012    | Houston          | Estados Unidos | Toyota Center              |              |
| 29 de agosto de 2012    | Atlanta          | Estados Unidos | Philips Arena              |              |
| 31 de agosto de 2012    | Miami            | Estados Unidos | American Airlines Arena    |              |
| 1 de septiembre de 2012 | Miami            | Estados Unidos | American Airlines Arena    |              |